# Anaiyur (Virudhunagar)
Anaiyur è una suddivisione dell'India, classificata come town panchayat, di 19.847 abitanti, situata nel distretto di Virudhunagar, nello stato federato del Tamil Nadu. In base al numero di abitanti la città rientra nella classe IV (da 10.000 a 19.999 persone).

## Geografia fisica
La città è situata a 09° 25' 52 N e 77° 47' 18 E.

## Società

### Evoluzione demografica
Al censimento del 2001 la popolazione di Anaiyur assommava a Nnn persone, delle quali 9.865 maschi e 9.982 femmine. I bambini di età inferiore o uguale ai sei anni assommavano a 2.335, dei quali 1.209 maschi e 1.126 femmine. Infine, coloro che erano in grado di saper almeno leggere e scrivere erano 13.671, dei quali 7.501 maschi e 6.170 femmine.